# Colluricinclidae
La famille des Colluricinclidae (ou Colluricinclidés) est une famille obsolète d'oiseaux de l'ordre des Passeriformes. Elle n'est plus reconnue ni par le Congrès ornithologique international, ni par Alan P. Peterson.

## Liste des genres et espèces
- Genre Colluricincla — Vigors & Horsfield 1827 
  - Pitohui de Bower – Colluricincla boweri — Ramsay,EP 1885
  - Pitohui ombré – Colluricincla umbrina — Reichenow 1915
  - Pitohui châtain – Colluricincla megarhyncha — Quoy & Gaimard 1830
  - Pitohui de Sangihe — Colluricincla sanghirensis — Oustalet 1881
  - Pitohui des Palau — Colluricincla tenebrosa — Hartlaub & Finsch 1868
  - Pitohui gris — Colluricincla harmonica — Latham 1802
  - Pitohui des rochers— Colluricincla woodwardi — Hartert 1905
- Genre Pitohui — Lesson 1831   
  - Pitohui variable — Pitohui kirhocephalus — Lesson & Garnot 1827
  - Pitohui bicolore — Pitohui dichrous — Bonaparte 1850
  - Pitohui à ventre clair — Pitohui incertus — Oort 1909
  - Pitohui rouilleux — Pitohui ferrugineus — Bonaparte 1850
  - Pitohui huppé — Pitohui cristatus — Salvadori 1876
  - Pitohui noir — Pitohui nigrescens — Schlegel 1871
- Genre Oreoica Gould 1838
  - Carillonneur huppé — Oreoica gutturalis — Vigors & Horsfield 1827